# Přebor Ústeckého kraje 2002/2003
Přebor Ústeckého kraje 2002/2003 byl desátý ročník páté nejvyšší fotbalové soutěže v České republice. Řídil jej Ústecký fotbalový svaz.

## Průběh
Vítězem celého ročníku se stal tým SK Havran Kryry, který spolu s druhým týmem FK Baník Most „B“ následující sezónu nastoupil v Divizi B. Soutěž se hrála od léta do jara se zimní přestávkou. Účastnilo se 16 týmů z Ústeckého kraje, každý s každým hrál jednou na domácím hřišti a jednou na hřišti soupeře. Celkem tedy 30 kol. Poslední čtyři týmy TJ Chlumec, FK Jiskra Velké Březno, FK Duchcov a Meteor Louny sestoupily do I. A třídy. 

## Tabulka
| Poř. | Tým                    | Z  | V  | R  | P  | VG  | OG | B  |
| ---- | ---------------------- | -- | -- | -- | -- | --- | -- | -- |
| 1.   | SK Havran Kryry        | 30 | 24 | 3  | 3  | 107 | 27 | 75 |
| 2.   | FK Baník Most „B“      | 30 | 21 | 2  | 7  | 73  | 36 | 65 |
| 3.   | TJ Sokol Údlice        | 30 | 16 | 5  | 9  | 69  | 45 | 53 |
| 4.   | FK Jiskra Modrá        | 30 | 14 | 7  | 9  | 52  | 38 | 49 |
| 5.   | FK Junior Děčín        | 30 | 13 | 5  | 12 | 60  | 50 | 44 |
| 6.   | SK Stap Tratec Vilémov | 30 | 12 | 8  | 10 | 54  | 47 | 44 |
| 7.   | FK Baník Souš          | 30 | 13 | 4  | 13 | 56  | 51 | 43 |
| 8.   | TJ Sokol Březno        | 30 | 12 | 7  | 11 | 63  | 62 | 43 |
| 9.   | TJ Střekov             | 30 | 11 | 7  | 12 | 48  | 67 | 40 |
| 10.  | FK Soběchleby          | 30 | 10 | 9  | 11 | 34  | 40 | 39 |
| 11.  | TJ Proboštov           | 30 | 10 | 4  | 16 | 48  | 59 | 34 |
| 12.  | SFK Meziboří           | 30 | 10 | 4  | 16 | 41  | 56 | 34 |
| 13.  | TJ Chlumec             | 30 | 8  | 6  | 16 | 40  | 62 | 30 |
| 14.  | FK Jiskra Velké Březno | 30 | 6  | 10 | 14 | 35  | 62 | 28 |
| 15.  | FK Duchcov             | 30 | 7  | 6  | 17 | 36  | 72 | 27 |
| 16.  | Meteor Louny           | 30 | 6  | 7  | 17 | 32  | 74 | 25 |

|  | Postup do Divize B   |
|  | Sestup do I. A třídy |